# Vôlei Brasil Centro de Excelência
Il Vôlei Brasil Centro de Excelência è una società pallavolistica maschile brasiliana, con sede a Maringá e militante nel massimo campionato brasiliano, la Superliga Série A.

## Storia
Il Vôlei Brasil Centro de Excelência viene fondato nel 2012 su iniziativa del pallavolista Ricardo Garcia, che diventa presidente del club e contemporaneamente giocatore, vestendo anche la fascia di capitano. Un anno dopo la squadra viene ammessa nella Superliga Série A, esordendovi nella stagione 2013-14, classificandosi all'ottavo posto dopo i play-off scudetto.

## Rosa 2013-2014
| N° | Nome                 | Ruolo | Data di nascita   | Nazionalità sportiva |
| -- | -------------------- | ----- | ----------------- | -------------------- |
|    | Douglas Chiarotti    | All.  | 10 novembre 1970  | Brasile              |
|    | Horacio Dileo        | All.  | 30 marzo 1963     | Argentina            |
| 1  | Cléber de Oliveira   | S     | 16 dicembre 1978  | Brasile              |
| 3  | Dustin Watten        | L     | 7 ottobre 1986    | Stati Uniti          |
| 4  | Rogério de Carvalho  | L     | 20 febbraio 1995  | Brasile              |
| 6  | Fabrício Dias        | S/O   | 12 gennaio 1979   | Brasile              |
| 7  | Thiago Gelinski      | P     | 24 giugno 1987    | Brasile              |
| 8  | Najari Carvalho      | S/O   | 24 febbraio 1989  | Brasile              |
| 9  | Rodrigo Quiroga      | S     | 23 marzo 1987     | Argentina            |
| 10 | Renato Felizardo     | C     | 4 luglio 1978     | Brasile              |
| 11 | Marcos Acácio        | C     | 3 aprile 1978     | Brasile              |
| 13 | Renan da Purificação | S     | 7 novembre 1991   | Brasile              |
| 14 | Rafael Martins       | C     | 10 febbraio 1991  | Brasile              |
| 15 | Orestes Carvalho     | C     | 21 settembre 1981 | Brasile              |
| 16 | Aldren Brand         | S     | 16 luglio 1991    | Brasile              |
| 17 | Ricardo Garcia       | P     | 19 novembre 1975  | Brasile              |
| 18 | Renato Santos        | S     | 5 gennaio 1993    | Brasile              |